# Tzigane (film)
Pour les articles homonymes, voir Gypsy.
Pour plus de détails, voir Fiche technique et Distribution.
Tzigane (Cigán) est un film du réalisateur slovaque Martin Šulík en langue romani et slovaque. Le film a été proposé à l'Oscar du meilleur film en langue étrangère en 2012.
Cette fiction a été tournée dans le ghetto tsigane de Richnava près de Gelnica en Slovaquie avec des acteurs recrutés sur place.

## Distinctions

### Récompenses
- Festival international du film de Karlovy Vary 2010 : Label Europa Cinemas
- 9° Rencontres du cinéma Slovaque et d'Europe Centrale, Cran Gevrier 2013